# Comuna de Przystajń
Przystajń (polaco: Gmina Przystajń) é uma gminy (comuna) na Polónia, na voivodia de Silésia e no condado de Kłobuck. A sede do condado é a cidade de Przystajń.
De acordo com os censos de 30.06.2005, a comuna tem 6102 habitantes, com uma densidade 68 hab/km².

## Área
Estende-se por uma área de 88,85 km², incluindo:
- área agricola: 60%
- área florestal: 32%

## Demografia
Dados de 30 de Junho 2004:
|                      | Total   | Total | Mulheres | Mulheres | Homens  | Homens |
| -------------------- | ------- | ----- | -------- | -------- | ------- | ------ |
|                      | pessoas | %     | pessoas  | %        | pessoas | %      |
| População            | 6026    | 100   | 3011     | 50       | 3015    | 50     |
| Densidade (pop./km²) | 67,8    | 100   | 33,9     | 33,9     | 33,9    | 33,9   |

De acordo com dados de 2002, o rendimento médio per capita ascendia a 1518,51 zł.

## Subdivisões
- Antonów, Bór Zajaciński, Brzeziny, Dąbrowa, Górki, Kamińsko, Kostrzyna, Ługi-Radły, Mrówczak, Nowa Kuźnica, Podłęże Szlacheckie, Przystajń, Siekierowizna, Stany, Stara Kuźnica, Wilcza Góra, Wrzosy.

## Comunas vizinhas
- Krzepice, Olesno, Panki, Wręczyca Wielka